# Fethullah Gülen
Fethullah Gülen (Pasinler, 27 aprile 1941 – Stroudsburg, 20 ottobre 2024) è stato un predicatore, politologo e scrittore turco (autore di oltre 60 libri),  studioso dell'Islam e leader del movimento Gülen che ebbe nel 2016 milioni di seguaci ed è conosciuto anche col nome più significativo di Hizmet ("Il servizio").
Influente neo-ottomanista, favorevole ad un "Islam civile", critico sociale e attivista-dissidente che sviluppa la prospettiva teologica di Said Nursi ed abbraccia la modernità democratica, Gülen è stato un imam statale locale dal 1959 al 1981, ha fondato una rete di scuole in Turchia ma anche in altri paesi ed è stato cittadino turco fino alla sua denaturalizzazione da parte del governo turco nel 2017. Nel corso degli anni, Gülen divenne una figura politica di area centrista in Turchia prima di essere considerato come un fuggitivo. Dal 1999 fino alla sua morte nel 2024, Gülen visse in autoesilio negli Stati Uniti vicino a Saylorsburg, in Pennsylvania.

## Biografia

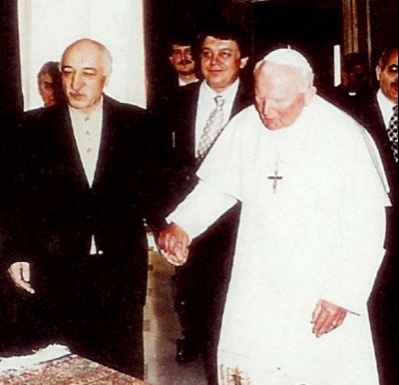
Fethullah Gülen e papa Giovanni Paolo II nel 1998

Fethullah Gülen è nato nel 1941 a Pasinler, a 40 chilometri da Erzurum, in Turchia. Figlio di un imam, in gioventù fu discepolo del pensatore musulmano Said Nursi e fu attratto tra gli altri dall'opera del grande mistico e poeta persiano (ma vissuto a Konya), Jalal al-Din Rumi, oltre che dal pensiero di al-Ghazali, Ibn 'Arabi e di Yunus Emre. Divenuto anch'egli imām e vaiz, nel 1966 si trasferì a Smirne, dove le tematiche ricorrenti della sua predicazione - di schietta impostazione hanafita - cominciarono a fissarsi e cominciò ad ampliarsi il pubblico di fedeli che assistevano ai suoi sermoni. Gülen ha viaggiato molto nelle diverse province dell'Anatolia, tenendo sermoni nelle moschee e in altri luoghi pubblici e ha posto particolare attenzione alla diffusione delle sue idee tra gli studenti e al loro reclutamento all'interno del suo movimento.
La sua lunga carriera, il suo attivismo politico e i suoi rapporti con i partiti di centro-destra turchi lo hanno reso un personaggio pubblico famoso. È uno dei fondatori dell'Associazione per la Lotta contro il Comunismo, attivo nella sede della città di Erzurum, Turchia.
Gülen è stato uno stretto alleato del Presidente turco Recep Tayyip Erdoğan fino al 2013. L'alleanza si spezzò dopo lo scandalo riguardante la corruzione, emersa quell'anno. Erdoğan accusò Gülen di essere dietro le accuse di corruzione agli uomini di partito AKP di Erdoğan, subito dopo che il governo presieduto da Erdoğan aveva deciso ai primi di dicembre del 2013 di chiudere molte delle strutture private d'insegnamento pre-universitario create in Turchia da Gülen.
Erdoğan ha affermato che da tempo le accuse di corruzione avanzate da Gülen erano nell'agenda politica del suo antico sodale, che mirava a infiltrare con suoi uomini le strutture delegate alla sicurezza dello Stato e l'intelligence, come pure le istituzioni giudiziarie. Un'accusa assai simile a quella rivolta a Gülen dal Procuratore Generale turco nel processo che lo coinvolse nel 2000, prima che il partito di Erdoğan andasse al potere. Gülen era stato precedentemente giudicato in contumacia ma sarà assolto da tali imputazioni nel 2008, quando al potere vi era l'AKP di Erdoğan.
È stato principale ricercato dalla giustizia turca, accusato di terrorismo e di guidare quella corrente che i responsabili al potere in Turchia chiamano Organizzazione del Terrore Gülenista (FETÖ). Un tribunale penale turco ha emesso un ordine di arresto a carico di Gülen.
La Turchia ha richiesto agli Stati Uniti l'estradizione di Gülen ma gli USA non sembrano aver dato eccessivo credito a tali accuse. Una nuova richiesta di estradizione è stata avanzata dalla Turchia dopo il fallito golpe militare del 15 luglio 2016, che Erdoğan afferma essere stato ordito da Gülen.
Da tempo malato, Gülen è morto il 20 ottobre 2024 a 83 anni presso il St. Luke Hospital di Stroudsburg, in Pennsylvania, dove era ricoverato. La notizia, diffusa il giorno seguente da Herkul, canale di informazione vicino alla galassia gulenista, è stata poi ripresa dai media turchi.

## Pensiero
Favorevole alla scienza, pur sostenendo convintamente la posizione creazionista di Harun Yahya (pseudonimo di Adnan Oktar), il pensiero politico di Gülen sostiene la necessità della "coesistenza pacifica" e del dialogo tra le civiltà su scala internazionale e auspica una rinascita del moderno mondo musulmano, in cui la Turchia svolga il ruolo di avanguardia. In molti paesi sono state aperte scuole ispirate al suo pensiero, destinate a promuovere una versione moderata dell'Islam. Ha promosso anche il dialogo interreligioso, incontrando leader religiosi ebrei e il papa.

## Influenza
Fethullah Gülen è considerato dai media come una delle figure più influenti nel mondo musulmano e il suo movimento è considerato uno dei più importanti.
In un sondaggio on-line sugli intellettuali più influenti al mondo, lanciato dalla rivista Foreign Policy, Gülen è stato il più votato in assoluto, pur essendo poco conosciuto in Europa e negli Stati Uniti. Il risultato è stato spiegato con la pubblicizzazione del sondaggio da parte del quotidiano turco Zaman, vicino al movimento di Gülen, con la conseguente partecipazione al voto di molti suoi sostenitori.
Gülen e il suo movimento sono stati elogiati da musulmani e non, da organizzazioni ufficiali e non di vari paesi. I suoi sostenitori vedono il movimento di Gülen come una forma moderna e moderata dell'Islam, ispirata a una interpretazione liberale e democratica della religione, che può fare da contrappeso all'estremismo islamico.
Esistono comunque opinioni divergenti su Gülen: i sostenitori della laicità dello Stato turco ritengono che il suo sia un tentativo di cancellarne la secolarizzazione conseguita grazie ad Atatürk. Dall'altra parte, gli estremisti islamici hanno contestato alcune sue iniziative, come il dialogo interreligioso, giudicandole come "deviazioni" dalla religione islamica e non hanno accolto con favore la sua presa di posizione sull'incidente della Freedom Flotilla che nel 2010 aveva portato a violenti scontri e a 9 morti (di cui 8 turchi) provocati dalla dura reazione delle autorità militari israeliane contro un convoglio che, senza la preventiva autorizzazione dell'autorità occupante, aveva tentato di forzare il blocco imposto da Israele per portare aiuti umanitari a Gaza, da vario tempo sotto stretto assedio da parte di Tzahal.

Gülen infatti dichiarò nell'occasione: "Ciò cui ho assistito non è stato bello. È stato spiacevole". Il fallimento degli "organizzatori" nel non aver tentato di raggiungere un accordo con Israele prima di inoltrare i loro aiuti fu da lui giudicato "un segno di sfida all'autorità" che non avrebbe portato "a risultati fruttuosi".
Il movimento Hizmet di Gülen vanta milioni di seguaci in Turchia. Al di là del consenso all'interno del sistema scolastico dell'Hizmet, si crede che numerosi sostenitori di Gülen occupino posizioni di potere in Turchia, nella polizia e nella magistratura turca. Gli analisti politici turchi sono convinti che Gülen goda di forti simpatie nel Parlamento di Ankara. Per anni il movimento ha controllato diversi media e quotidiani, tra i quali i più importante era lo Zaman, poi sequestrato nel 2016.
Gli affiliati al movimento di Gülen sostengono la sua natura "civile" e di non coltivare alcuna aspirazione politica.
Gli analisti politici credono che un buon numero di arresti sotto l'imputazione di corruzione nel 2013, che hanno colpito non pochi alleati del Primo ministro turco Recep Tayyip Erdoğan, fossero il chiaro segnale del crescente scontro tra Gülen ed Erdoğan.
Nel marzo del 1999, nel processo apertosi il 28 febbraio in Turchia, a causa del crescente clima politico assai teso venutosi a creare in margine allo scontro tra la classe militare ed Erdoğan, Gülen ha deciso di autoesiliarsi negli Stati Uniti, e da allora vive in Pennsylvania, a Saylorsburg.

## Alcune posizioni ideologico-politiche di Gülen

### Secolarismo
Gülen ha criticato il laicismo in politica, che porterebbe inevitabilmente a una forma filosoficamente definibile di riduzionismo materialista. Tuttavia ha anche sostenuto che l'Islam e la democrazia sono perfettamente compatibili e per questo egli è favorevole all'ampliamento delle istituzioni democratiche in Turchia. Crede anche che un approccio secolare non sia di per sé anti-religioso, nel momento in cui esso garantisca la libertà religiosa, che è convinto sia del tutto compatibile con l'Islam.
Secondo Gülen nei paesi secolari democratici, il 95% dei principi democratici è perfettamente legittimo e praticamente attuabile sotto il profilo islamico, senza alcun attrito sensato. Per il rimanente 5 % non vale neppure la pena impegnare una lotta.

### Possibile adesione della Turchia all'UE
Gülen appoggia il tentativo della Turchia di aderire all'Unione europea e sostiene che né la Turchia né l'UE debbono avere alcun timore in proposito, avendo anzi molto da guadagnare da una futura piena partecipazione della Turchia all'Unione Europea.

### Ruolo della donna
Secondo alcuni osservatori (Aras e Caha), le opinioni di Gülen sulla donna sono "progressiste" ma "le sue idee in Turchia sono considerate ancora troppo lontane dall'essere accettabili." Gülen dice che l'avvento dell'Islam ha salvato le donne, che "assolutamente non sono state confinate nelle mura domestiche e ... non sono state mai oppresse" dei primi anni della storia islamica. Egli crede tuttavia che il femminismo d'impronta occidentale sia "destinato a creare squilibrio, al pari di tutti gli altri movimenti reazionari ... essendo pieno di odio nei confronti degli uomini".
Ciò non di meno, l'associazione della donna alla sfera privata è giustificata dalla sua stessa fisiologia: "un uomo può spendere l'intero anno attivamente. A volte svolgendo lavori difficili e pesanti. Fisiologicamente e psicologicamente, egli è più forte...  Ma una donna deve essere esclusa durante certi giorni del mese. Dopo aver dato alla luce un figlio, a volte non può essere attiva per i successivi due mesi. Non può partecipare sempre ad alcuni segmenti lavorativi nella società... Non può viaggiare senza suo marito, suo padre o suo fratello ... La superiorità degli uomini, paragonata alle donne, non può essere negata."

### Terrorismo
Gülen condanna ogni tipo di terrorismo. Egli mette in guardia contro il fenomeno della violenza arbitraria e dell'aggressione ai danni di civili, che egli qualifica come terrorismo, per il quale non v'è alcun posto nell'Islam e che viola i principi assolutamente fondamentali di rispetto per la vita umana e per ogni creazione di Dio. Fethullah Gülen è stato il primo leader musulmano a condannare apertamente gli attentati dell'11 settembre 2001. Ha scritto in proposito un articolo sul Washington Post del 12 settembre 2001, il giorno seguente cioè all'attacco fondamentalista di al-Qa'ida, in cui diceva che "Un musulmano non può essere un terrorista, né un terrorista può essere un vero musulmano". Gülen ha condannato l'attacco fatto in nome dell'Islam da quei terroristi e ha sostenuto che esso era stato compiuto al di fuori di qualsiasi convinzione religiosa. La sua idea è che "Si dovrebbe cercare l'Islam attraverso le proprie fonti e i propri rappresentanti nel corso della storia, non attraverso le azioni di un'infima minoranza che lo rappresenta in modo distorto.